# Kisaran Kota
Kisaran Kota is een bestuurslaag in het regentschap Asahan van de provincie Noord-Sumatra, Indonesië. Kisaran Kota telt 2713 inwoners (volkstelling 2010).